# ESQ Cert
ESQ Cert (Limba engleză: Establishment System Quality Certification) este un organism de certificare independent și multinațional, specializat în certificarea sistemelor de management în conformitate cu reglementările naționale și internaționale (ISO, ISO/IEC, Directivele CE).
ESQ Cert este acreditată de către ESYD Arhivat în 7 mai 2017, la Wayback Machine., membru IAF si recunoscută la nivel internațional prin reciprocitate de către organismele abilitate.
ESQ Cert certifică orice tip de serviciu, în raport cu standardele disponibile sau alte specificații date de fiecare companie. Principalele sisteme de management pe care ESQ Cert este abilitată să le certifice sunt: SR EN ISO 9001:2015 - Sisteme de management al calității; SR EN ISO 14001:2015 - Sisteme de management de mediu;  OHSAS 18001 - Sisteme de management al sanătății și securității ocupaționale; ISO 22000 HACCP – Sistem de management al siguranței alimentului; ISO/IEC 27001 – Sistem de management pentru siguranța informației.